# New York Hakoah
New York Hakoah ist der Name zweier ehemaliger Fußballvereine aus der Metropole New York in den Vereinigten Staaten.

## Hakoah I (1928–1929)
Ursprünglich wurde der Verein von Spielern der Hakoah Wien gegründet, darunter Béla Guttmann und Rezső Nikolsburger. Auf einer USA-Tournee im Jahre 1926 trug die Mannschaft verschiedenen Freundschaftsspiele aus und konnte zudem Zuschauerzahlen von bis zu 46.000 Besucher verzeichnen, was einen Zuschauerrekord bedeutete. Diese Zahlen blieben bis 1977 als Rekord bestehen, ehe der NASL-Verein New York Cosmos die Zahl der meisten Besucher bei einem Fußballspiel in den USA überbot.
Viele Spieler des Wiener Vereines blieben in New York, da sie vor allem von enormen finanziellen Versprechungen gelockt wurden. Neben ihnen entschied sich auch Leopold Drucker für eine Emigration in die USA, die für alle Spieler zwar unsicher war, aber im Erfolgsfall von Lukrativität gekrönt war.
Im Herbst 1928 startete der Verein seinen Spielbetrieb in der nur kurzlebigen Eastern Professional Soccer League (EPSL) und standen nach der ersten Saisonhälfte hinter dem Bethlehem Steel FC (1.) und den New York Giants auf dem dritten Tabellenrang. Mit Siegfried Wortmann stand ein Hakoah-Spieler im oberen Teil der Torschützenliste. Mit seinen 26 Treffern hatte er drei weniger, als der gebürtige Schotte Archie Stark, der für Betlehem Steel antrat. Daneben erzielten Spieler wie József Eisenhoffer, Max Grünwald, Ernö Schwarz oder Moses Häusler eine beachtliche Anzahl an Toren für den neugegründeten New Yorker Verein. 
In der zweiten Saisonhälfte avancierte die Hakoah zum Spitzenteam der Liga und war zum damaligen Zeitpunkt die größte Überraschung der EPSL, da sie nach 18 absolvierten Partien, aus denen zwölf Siege, vier Unentschieden und zwei Niederlagen resultierten, mit 28 Punkten auf dem ersten Tabellenplatz rangierte. Doch auch in der zweiten Saisonhälfte erreichte kein Hakoah-Spieler den ersten Platz in der Torschützenliste. Archie Stark triumphierte hingegen ein weiteres Mal als bester Torschütze der Liga; er erzielte 15 Tore. Am Ende, als die beiden Spielzeiten zusammenfasst wurden, erreichte die Hakoah hinter Betlehem Steel den zweiten Platz.
1929 gewann das Team bestehend aus den österreichisch-ungarischen Fußballspielern den National Challenge Cup, den jährlichen Pokal der United States Soccer Federation, der heute unter dem Namen „Lamar Hunt U.S. Open Cup“ bekannt ist. Dabei entschied die Hakoah das Finale in Hin- und Rückspiel gegen die St. Louis Madison Kennels. Nachdem das Hinspiel in St. Louis mit zwei späten Treffern von József Eisenhoffer bzw. Siegfried Wortmann zu Gunsten der Hakoah entschieden wurde, schaffte die Mannschaft vor heimischen Publikum in New York einen 3:0-Sieg.
Im Herbst 1929 wurde noch einmal eine Meisterschaft ausgespielt, allerdings wurde dabei nur die Herbstsaison als vollwertige Spielzeit gewertet, da danach keine Frühjahrssaison mehr ausgetragen wurde. Die New York Hakoah erreichte hierbei zum wiederholten Male den zweiten Tabellenplatz und musste sich erneut dem übermächtigen Team des Betlehem Steel F.C. geschlagen geben, die in weiten Teilen der Saison dominierten.
Kurz darauf wurde die Liga aufgrund von Streitigkeiten zwischen den Verantwortlichen der verschiedenen zu der damaligen Zeit bestehenden Ligen aufgelöst und die Mannschaften wieder zurück an ihre ehemaligen Ligen zurückgegeben, sofern die vor der Gründung der EPSL bereits in einer eigenständigen Liga waren. So kam es, dass sich im Jahre 1930 die Brooklyn Hakoah aus der American Soccer League mit der New York Hakoah fusionierte. Das neuentstandene Team, Hakoah All-Stars, begann noch im gleichen Jahr mit dem Spielbetrieb in der ASL 1. Doch auch dieser Verein hatte keine lange Lebensdauer; bereits im Jahre 1932 wurde er wieder aufgelöst.

## Hakoah II (1956–1964)
Kurz vor der Saison 1956/57 wurde die New York Hakoah neu belebt, als sich die Brooklyn Hakoah mit den New York Americans zur New York Hakoah zusammenschloss und fortan unter dem Namen New York Hakoah Americans auftrat. Bereits nach der ersten Spielzeit stand die von Ernö Schwarz betreute Mannschaft auf dem ersten Tabellenrang der ASL und hatte dabei bei zwölf gespielten Meisterschaftspartien zehn Siege, ein Unentschieden und eine Niederlage zu Buche stehen. Noch dazu kam die Mannschaft bis ins Finale des National Challenge Cup 1957, wo sie allerdings dem St. Louis Kutis S.C. mit 0:3 und 1:3 unterlegen war.
Auch in der Spielzeit 1957/58 konnten sich die New York Hakoah Americans klar durchsetzen und gewannen 16 der insgesamt 18 Meisterschaftsbegegnungen; die restlichen zwei verloren sie. Mit Lloyd Monsen hatte die Mannschaft auch erstmals einen Torschützenkönig in ihren Reihen. Der 1931 geborene Monsen erzielte insgesamt 22 Ligatreffer. Ähnlich erfolgreich war die darauffolgende Spielzeit 1958/59, in der das Team zum wiederholten Male den Meistertitel an sich nahm. Nach elf Siegen, drei Unentschieden und zwei Niederlagen aus 16 Partien rangierte die Hakoah mit sechs Punkten Abstand auf die spielstarken Ukrainian Nationals auf dem ersten Tabellenplatz. Gegen ebendiese schied die Hakoah im Lewis Cup des Jahres 1959 im Finale mit 2:3 aus. In der gleichen Saison erreichte die Mannschaft das Viertelfinale des National Challenge Cup, schied dort aber gegen den Fall River FC mit einem Gesamtergebnis von 2:4 aus Hin- und Rückspiel aus dem laufenden Wettbewerb aus.
Nach abfallenden Leistungen in den darauffolgenden Jahren konnte sich die Hakoah nicht wieder fangen und konnte nicht mehr mit den anderen starken Teams mithalten. Zwei dritten Plätzen in den Saisons 1959/60 und 1960/61 folgten zwei fünfte (1961/62, 1963/64) und ein sechster Rang (1962/63) in der Endtabelle der folgenden Spielzeiten. Aufgrund der schlechten Leistungen in der Liga schaffte es das Team auch nicht, sich im National Challenge Cup zu etablieren. In der Saison 1961/62 wurde der Hakoah-Trainer Kurt Lamm zum „Coach of the Year“ (deutsch: Trainer des Jahres) der ASL gewählt. 1963/64 wurde der Hakoah-Akteur Avner „Abbie“ Wolanow zum Most Valuable Player (MVP) der ASL gewählt, was den letzten wesentlichen Erfolg der Mannschaft bedeutete.
Nachdem die Mannschaft ab der Spielzeit 1962/63 wieder unter dem eigentlichen Namen New York Hakoah auftrat, zog sie sich mit Ende der Saison 1963/64 aus dem Spielbetrieb der American Soccer League zurück.

## Erfolge

### Hakoah I
- 1× National-Challenge-Cupsieger: 1929
- 2× Vizemeister der EPSL: 1928/29, Herbst 1929

### Hakoah II
- 3× Meister der ASL: 1956/57, 1957/58, 1958/59
- 1× Torschützenkönig der ASL: 1957/58 (Lloyd Monsen; 22 Tore)
- 1× „Coach of the Year“ der ASL: 1961/62 (Kurt Lamm)
- 1× MVP der ASL: 1963/64 (Avner „Abbie“ Wolanow)
- 1× National-Challenge-Cupfinalist: 1957
- 1× Lewis-Cupfinalist: 1959

## Bekannte Spieler (Auswahl)
- Leopold Drucker
- József Eisenhoffer
- Max Grünwald
- Béla Guttmann
- Moses Häusler
- Rezső Nikolsburger
- Ernö Schwarz